# Go-Kōmyō
Go-Kōmyō (jap. 後光明天皇 Go-Kōmyō tennō; ur. 20 kwietnia 1633, zm. 30 października 1654) – 110. cesarz Japonii. Panował od 14 listopada 1643 do 30 października 1654.